# The Heroes
The Heroes é um curta-metragem de comédia mudo produzido nos Estados Unidos em 1916, dirigido por Will Louis e com atuação de Oliver Hardy.[carece de fontes?]